# Vyšinutí z větné vazby
Vyšinutí z větné vazby neboli anakolut je jazykovědný termín označující jev, kdy další část věty nenavazuje syntakticky správně na část předcházející, například:
Chlapci ráno, když přišli do školy, byla jim zima.
V literárním jazyku se také někdy jedná o spojování vět podle smyslu:
Zkažený koberec – byla by větší škoda. (Ignát Herrmann)

## Etymologie řeckého anakolut
Slovo „anakolut“ pochází z řeckého „anakoluthon“, které se skládá ze záporky an (ne) a kořene akolouthos (následující). Shodou okolností je to doslovný význam latinské fráze non sequitur v logice. Ovšem v klasickém řečnictví byl anakolut používán jak pro označení logické chyby „non sequitur“, tak i pro nesprávnou změnu očekávané větné stavby.